# Мабон ап Модрон
Мабон, сын Модрон (валл. Mabon fab Modron) — персонаж валлийской мифологии.

## Общекельтские параллели
Мабон и его мать Модрон идентичны Мапоносу, богу весны и юности, «божественному сыну», и Матроне, богине плодородия, «божественной матери», почитавшимся в римское время в Галлии и Британии. Культ Мапоноса, отождествлённого с Аполлоном, был особенно значим в среде высокопоставленных военных в западной части региона Адрианова вала. В топонимике региона сохранились Lochmaben в Дамфрисшире и Clochmabenstane близ Гретны.
В ирландской традиции, по мнению Т. Ф. О’Рахилли, Мабону соответствует Мак Ок, сын Дагды. Имена этих персонажей — когнаты, и восходят к общему пракельтскому *makʷkʷ-ono ← *maggṷo ← *maghṷo — со значением «сын, мальчик». Возможно, это тот же персонаж, что и Мабон, сын Меллта (Mabon am Melld). Меллт, чьё имя происходит от слова «молния», может быть родственен Беленосу или Мелдосу; Луцетиос (Loucetios), бог молний, почитался в Бате, неподалёку от мест связанных в текстах с Мабоном.

## Легендарный образ

### Узник и охотник
В «Триадах» Мабон фигурирует как один из Трёх высокородных узников Острова Британии. Его держит в плену Арианрод. Как узник он представлен и в сказании о Килухе и Олвен, включённом в сборник «Мабиногион». Сообщается, что его забрали у матери на третий день после рождения, и с тех пор неизвестно, жив ли он и где находится. По предположению Э. Хэмпа, слово mabinogi первоначально значило «материал, относящийся к Мабону/Мапоносу», поэтому персонаж первой ветви мабиноги Придери, сын Рианнон и Пуйла, пропавший во младенчестве, может быть идентичен Мабону. Черты страдающего в заточении юного бога плодородия имеет и Эльфин, сын Гвиддно Гаранхира, герой «Истории Талиесина» (Hanes Taliesin).
Отыскание Мабона — одно из труднейших заданий, среди длинного списка прочих (др.-валл. anoethau, от anoeth — «чудо», «диво», «нечто труднонаходимое»), которые поставил великан Исбаддаден перед героем Килухом в качестве условий его женитьбы на своей дочери Олвен. Дело в том, что только Мабон способен охотиться с собаками, которые могут загнать чудовищного вепря Турха Труйта, который держит у себя гребень, ножницы и бритву — волшебные предметы, потребные Исбаддадену.
Артур и его соратники, помогающие Килуху, сперва освобождают из крепости Каэр-Глини Эйдоэла, сына Аэра, двоюродного брата Мабона. Этот эпизод дублирует последующее освобождение самого Мабона, которого отправляются искать месте с Эйдоэлом виднейшие воины: Кей, Бедуир и Гурхир Гвальстауд Иэтоэдд, знаток всех языков. Они обращаются к Старейшим животным Острова Британии: Дрозду из Килгори, Оленю из Рединфре, Сове из Кум-Каулуйд, Орлу из Гвернабви, Лососю из Ллин-Ллиу и только последний оказывается в состоянии помочь. Он отвозит Кея и Гурхира на спине вверх по реке Северн к стенам Глостера. Этот английский город, находившийся неподалёку от валлийских земель, воспринимался раннесредневековыми валлийцами как символ чужеземного владычества, и поэтому связывался со злом и несправедливостью. Именно там заключён Мабон.
Разведчики возвращаются в лагерь Артура. Тот выступает с войском, а Кей и Бедуир подплывают по реке на спине лосося. Пока армия осаждает стены крепости, Кей перебирается через стену и выносит Мабона из темницы на руках.
В дальнейшем Мабон верхом на коне Гвин Мигдоне («Белый с бурой гривой»), который был забран у Гведдо, принимает участие сначала во «вступительной» охоте на вепря Исгитирвина (как «Мабон, сын Меллта»), а затем и в преследовании самого Турха Труйта. Именно Мабону удаётся в устье Северна выхватить у Турха Труйта бритву, в то время как Киледир Уиллт забирает у него ножницы. Весь сюжет охоты мог изначально складываться вокруг фигуры Мабона (либо другого охотника — Гвина ап Нудда), но по мере бытования сказания Артур потеснил его с позиции вожака.

### Воин Артура
В сказании «Видение Ронабви», также включённом в «Мабиногион», Мабон фигурирует среди множества мужей собравшихся на совет к Артуру, который в этом тексте именуется императором. В поэме «Что за муж у ворот?» (Pa Gur yv y Porthaur) из «Чёрной книги из Кармартена» (XIII в.) передаётся типовой сюжет валлийской литературы: привратник отказывается впустить подошедшего. Глеулуйд не пропускает самого Артура, а также Кея, Бедуира, Манавидана и Мабона (Mabon am Mydron), который здесь назван слугой Утера Пендрагона.
Оуэна ап Уриена, правителя Регеда, историческую личность VI в., мифологизированную валлийской традицией, связывают с Мабоном некоторые черты: его имя, вероятнее всего, происходит от греческого Евгений, но может также соотноситься со словом ieuanc («юный»); в одной из триад материю Оуэна названа Модрон, известная как мать Мабона. Оуэн связан с Мабоном и в одном из стихов в «Книге Талиесина». Оуэн, хотя и живший позже предполагаемого исторического Артура, в «Видении Ронабви» и повести «Оуэн, или Хозяйка источника» сделан его рыцарем. Впоследствии он под именем Ивейн стал героем романов Кретьена де Труа, Гартмана фон Ауэ и других авторов.
В эпизоде романа Кретьена «Эрек и Энида», известном как «Радость для двора» (La Joie de la Cort), герои оказываются в зачарованном саду, где Эрек вступает в схватку с таинственным рыцарем, который из-за заклятия своей возлюбленной вынужден оставаться в этом саду до тех пор, пока не будет побеждён. Эрек одолевает, трубит в рог, и чары спадают. Освобождённый рыцарь открывает своё имя — Мабонагрен. Сюжет явным образом восходит к истории Мабона и представляет собой отголосок обычного для кельтской традиции путешествия в потусторонний мир. Явление Мабонагрена в ярко-красных доспехах типично для «языческих» фигур в артуриане.
Согласно «Строфам могил» (Englynion y Beddau), средневековому стихотворному перечислению захоронений легендарных героев, Мабон погребён в Нантлле в североваллийской области Гуинет.